# T.I.M.E.
Albums de Leaders of the New School
A Future Without a Past...
(1991)
Singles
1. What's Next
Sortie : 1993
2. Classic Material
Sortie : 1994

T.I.M.E., acronyme pour The Inner Mind's Eye, est le deuxième album studio des Leaders of the New School, sorti le 12 octobre 1993.
L'album s'est classé 15e au Top R&B/Hip-Hop Albums et 66e au Billboard 200.

## Liste des titres
| No  | Titre                                                          | Contient un (des) sample(s) de                                                                      | Durée |
| --- | -------------------------------------------------------------- | --------------------------------------------------------------------------------------------------- | ----- |
| 1.  | Eternal                                                        | | 1:28  |
| 2.  | Understanding the Inner Mind's Eye (Produit par Charlie Brown) | | 3:04  |
| 3.  | Syntax Era (Produit par The Vibe Chemist Backspin)             | Who Can I Run To? des Jones Girls Yes We Can Can des Pointer Sisters The Name Game de Shirley Ellis | 4:38  |
| 4.  | Classic Material (Produit par The Vibe Chemist Backspin)       | Pride and Vanity des Ohio Players                                                                   | 3:59  |
| 5.  | Daily Reminder (Produit par R.P.M.)                            | The Better Half de Funk, Inc.                                                                       | 3:39  |
| 6.  | A Quarter to Cutthroat (Produit par Charlie Brown)             | Raptivity de Ronnie Gee                                                                             | 4:53  |
| 7.  | Connections (Produit par Cut Monitor Milo)                     | Seventh Heaven (Larry Levan Remix) de Gwen Guthrie                                                  | 4:03  |
| 8.  | What's Next (Produit par Dinco D)                              | Just for Your Love des Memphis Horns Flex de Mad Cobra                                              | 4:37  |
| 9.  | Droppin' It-4-1990-Ever                                        | | 0:29  |
| 10. | Time Will Tell (Produit par The Vibe Chemist Backspin)         | Valley of the Shadows de Bob James                                                                  | 4:58  |
| 11. | Bass Is Loaded (Produit par Busta Rhymes)                      | Synthetic Substitution de Melvin Bliss                                                              | 4:30  |
| 12. | Spontaneous (13 MC's Deep) (Produit par Sam Sever)             | Oh Lord de Tapper Zukie                                                                             | 4:39  |
| 13. | Noisy Meditation (Produit par Busta Rhymes)                    | Pride and Vanity des Ohio Players                                                                   | 4:15  |
| 14. | The End Is Near (Produit par Raheem Isom)                      | Dirt in the Ground de Tom Waits Pot Belly de Lou Donaldson                                          | 4:23  |
| 15. | Zearocks                                                       | Get Out of My Life, Woman de Lee Dorsey Don't Believe the Hype de Public Enemy                      | 1:24  |
| 16. | The Difference (Produit par Busta Rhymes)                      | Something's Tearing at the Edges of Time des Four Tops                                              | 5:28  |
| 17. | Final Solution                                                 | | 0:36  |